# 盧菲拉河
11°01′15″S 26°57′14″E / 11.020817°S 26.953754°E

盧菲拉河（法語：Lufira），是剛果民主共和國的河流，位於該國東南部，屬於盧阿拉巴河的右支流，河道全長500公里，發源自加丹加高原，流經加丹加省。